# Jürgen Bähringer
Jürgen Bähringer (* 19. August 1950 in Greiz) ist ein ehemaliger deutscher Fußballspieler. In der höchsten Spielklasse des DDR-Fußballs, der Oberliga, spielte er für den FC Karl-Marx-Stadt.

## Sportliche Laufbahn

### BSG- und Clubstationen
Jürgen Bähringers Karriere begann bei der BSG Fortschritt Greiz. In der Saison 1971/72 trat er für seine Heimat-BSG erstmals überregional in der zweitklassigen Liga auf. Im Jahr zuvor hatte das Talent in der drittklassigen Bezirksliga Gera schon 16 Treffer erzielt, als den Greizern hinter der BSG Motor Hermsdorf der Aufstieg gelang.
1972 wechselte er zur BSG Motor Werdau, und noch in derselben Saison wurde er zum Leistungszentrum des Bezirks Karl-Marx-Stadt, dem FC Karl-Marx-Stadt, in die Oberliga delegiert. Beim FCK wurde Bähringer als Stürmer schnell Stammspieler. Bei seinem Oberligadebüt im März 1973 gegen den BFC Dynamo konnte er sich bereits in die Torschützenliste eintragen.
Er bestritt zwischen 1973 und 1988 350 Oberligaspiele für die Sachsen und erzielte dabei 57 Tore. Zwischen Herbst 1974 und Frühjahr 1976 wurde seine Erstligalaufbahn durch die Einberufung zur Nationalen Volksarmee unterbrochen.
Mit dem FCK gewann Bähringer, der später in seiner Laufbahn in die Abwehr rückte, keine Titel. Der größte Erfolg auf Clubebene war das Erreichen des FDGB-Pokalfinales 1982/83, in dem Kapitän Bähringer und seinem Team dem favorisierten 1. FC Magdeburg mit 0:4 unterlagen.

### Auswahleinsätze
Im Herbst 1973 wurde Bähringer in den Kader der DDR-Nachwuchsnationalmannschaft berufen. Er kam in drei Länderspielen zum Einsatz, darunter war das EM-Qualifikationsspiel DDR gegen Albanien. Beim 6:0-Sieg der Ostdeutschen im Potsdamer Ernst-Thälmann-Stadion schoss er sein einziges Tor für die U-23. 1975, während seiner NVA-Zeit, weilte er mit der ostdeutschen Armeeauswahl beim SKDA-Turnier in Somalia und belegte mit seinem Team den 2. Platz.
Am 7. Mai 1980 hatte Bähringer beim 2:2 gegen die UdSSR seinen einzigen Einsatz bei einem Länderspiel für die DDR-A-Nationalelf. Diese Mannschaft entsprach an jenem Tag dem vorläufigen Kader von Trainer Rudolf Krause für das ab Ende Juli in der sowjetischen Hauptstadt ausgetragene olympische Fußballturnier. Bei den Olympischen Spielen 1980 gewann Bähringer mit der Olympiaauswahl die Silbermedaille. Nachdem er in den Jahren 1979 und 1980 18 Spiele in Serie für die neuformierte Vertretung des Siegers von Montreal bestritten hatte, fehlte der Karl-Marx-Städter im Halbfinale und im Endspiel des Fußballturniers der Sommerspiele von Moskau. Mit seinen Mannschaftskameraden wurde er wenig später mit dem Vaterländischen Verdienstorden in Bronze ausgezeichnet.

## Weiterer Werdegang
Nach Beendigung seiner leistungssportlichen Laufbahn kehrte er 1988 in seine Heimatstadt zur in jenem Sommer entstandenen Industriesportgemeinschaft Greiz zurück. Seinen nach der Wende in der DDR zunächst in FC, dann in 1. FC Greiz umbenannten Heimatverein betreute er bis 1997 als Spielertrainer.

## Trivia
In die Geschichte der DDR-Oberliga ging ein Tor von Bähringer, der für seine Schussstärke bekannt war, am 21. Spieltag der Saison 1984/85 ein. Mit einem Treffer aus 42 Metern, wie Messungen anhand von Videoaufzeichnungen im Nachhinein ergaben, gegen die SG Dynamo Dresden überraschte er deren Torhüter Bernd Jakubowski.
Anfang 2006 wurde Jürgen Bähringer vom Chemnitzer FC zum Ehrenspielführer ernannt.